# Hugh Charles Stockwell
Sir Hugh Charles Stockwell, britanski general, * 1903, † 1986.